# Merrymaking at My Place
Singles de Calvin Harris
Acceptable in the 80s
(2007) Colours
(2007)
Pistes de I Created Disco
Colours
Merrymaking at My Place est une chanson du dj, producteur écossais Calvin Harris sorti le 20 août 2007 au Royaume-Uni et le 21 août 2007 aux États-Unis.

## Liste des pistes
| 1. | Merrymaking At My Place (Radio Edit)          | 3:24 |
| 2. | Wild Scenes                                   | 3:54 |
| 3. | Merrymaking At My Place (Mr Oizo Remix)       | 3:26 |
| 4. | Merrymaking At My Place (Kissy Sellout Remix) | 6:10 |

| 1. | Merrymaking At My Place (Album Version)       | 4:09 |
| 2. | Merrymaking At My Place (Mr Oizo Remix)       | 3:26 |
| 3. | Merrymaking At My Place (Kissy Sellout Remix) | 6:10 |
| 4. | The Girls (Acapella)                          | 3:14 |

| 1. | Merrymaking At My Place (Acoustic Version) | 2:30 |
| 2. | Merrymaking At My Place (Deadmau5 Dub)     | 5:22 |
| 3. | Merrymaking At My Place (Deadmau5 Remix)   | 5:28 |

## Classement par pays
| Classement (2007)             | Meilleure position |
| ----------------------------- | ------------------ |
| Royaume-Uni Classement single | 43                 |